# گاردنر (فلوریدا)
گاردنر (به انگلیسی: Gardner) یک منطقهٔ مسکونی در ایالات متحده آمریکا است که در فلوریدا واقع شده‌است. گاردنر ۴۶۳ نفر جمعیت دارد و ۲۱٫۹۵ متر بالاتر از سطح دریا واقع شده‌است.